# Edward Bairstow
Pour les articles homonymes, voir Bairstow.
Edward Cuthbert Bairstow (22 août 1874 - 1er mai 1946) est un organiste et compositeur anglais, de tradition religieuse anglicane.

## Vie et carrière
Bairstow est né à Huddersfield en 1874. Il est le fils de James Oates Bairstow et Elizabeth Watson. Son grand-père est le couturier Oates Bairstow.
Il étudie l'orgue avec John Farmer au Balliol College, à Oxford. Il étudie ensuite l'orgue et la théorie à l'Université de Durham, recevant le Bachelor de musique en 1894, et le grade de docteur en 1901.
Après avoir occupé divers postes à Londres, Wigan et Leeds, il sert comme organiste à York Minster de 1913 à sa mort, où il est remplacé par son élève Francis Jackson. Il a été anobli en 1932.

## Dates clés
- 1893 : devient organiste de All Saints, Norfolk Square
- 1899 : organiste de Wigan Parish Church
- 1906 : organiste de Leeds Parish Church
- 1913 : maître de musique, York Minster
- 1932 : anobli pour services rendus à la musique

## Compositions
Les compositions de Bairstow sont principalement pour l'église. Il a écrit 29 anthems, allant de grandes œuvres pour chœur et orgue comme Blessed city, heavenly Salem à des miniatures élégantes comme I sat down under his shadow et Jesu, the very thought of thee. Parmi ces anthems, le magnifique Let all mortal flesh keep silence (en) est peut-être le plus connu. Il a aussi composé des chants de psaumes, des hymnes, et une cantate, The Prodigal Son, pour chœur et orchestre de chambre.
Bairstow a aussi été actif comme compositeur de musique instrumentale, principalement pour l'orgue, et 12 pièces ont été publiées de son vivant, dont une belle sonate en mi bémol en 1937. En musique de chambre, on trouve deux ensembles de variations, pour deux pianos et pour violon et piano.

## Livres
- Counterpoint and Harmony: MacMillan/Stainer & Bell, 1937, 1945 (2e éd). Réédité en 2007 par Bairstow Press,  (ISBN 1-4067-6086-2),  (ISBN 978-1-4067-6086-6).
- The Evolution of Musical Form: Oxford University Press, 1943.
- Singing Learned from Speech: A Primer for Teachers and Students: Macmillan, 1945.